# Amblyodipsas unicolor
Espèce
Synonymes
- Calamaria unicolor Reinhardt, 1843
- Calamelaps feae Boulenger, 1906
- Calamelaps unicolor (Reinhardt, 1843)
- Calamelaps niangarae Schmidt, 1923

Statut de conservation UICN

 LC  : Préoccupation mineure
Amblyodipsas unicolor est une espèce de serpents de la famille des Lamprophiidae. 

## Répartition
Cette espèce se rencontre :
- au Sénégal ;
- au Bénin ;
- en Gambie ;
- en Guinée-Bissau ;
- en Guinée ;
- en Côte d'Ivoire ;
- au Burkina Faso ;
- au Niger ;
- au Tchad ;
- en République centrafricaine ;
- en Ouganda ;
- au Kenya ;
- en Tanzanie ;
- dans l'ouest et le nord de la République démocratique du Congo.

## Description
C'est un serpent venimeux.

## Publication originale
- Reinhardt, 1843 : Beskrivelse af nogle nye Slangearter. Det Kongelige Danske videnskabernes Selskabs Skrifter, vol. 10, p. 233-279 (texte intégral).